# Shelbyville
Shellbyville je fiktivní město z amerického animovaného seriálu Simpsonovi.

## Historie
Ačkoli je Shelbyville v seriálu vícekrát ukázán a zmíněn, většinu informací o něm, včetně jeho historie, vypráví Abraham Simpson v epizodě 6. řady Simpsonových Trojský citron.
Po svém příjezdu, po dlouhé cestě na západ, chtěli Jebediáš Springfield a Manhattan Shelbyville, tehdy přátelé, založit své jedinečné město, ale Shelbyville prozradil, že chtěl město založit jen proto, aby se mohl oženit se svými sestřenicemi, protože jsou atraktivnější. Springfield měl zřejmě jiné ambice, a tak se rozdělili a odešli na obě strany Springfieldského kopce, aby založili vlastní město s vlastní skupinou stoupenců. O několik dní později by Manhattan Shelbyville na oslavu založení města vysadil pole s červenou řepou, na rozdíl od citroníku, který stál ve Springfieldu. Jelikož ale Shelbyvillané už nechtěli svou nechutnou šťávu z červené řepy, pokusí se o 200 let později, v současné kontinuitě seriálu, citroník ukrást. Když Springfielďané vniknou do Shelbyvillu, aby získali citronovník zpět, jsou obyvatelé Shelbyvillu až na drobné rozdíly stejní jako obyvatelé sousedního města. Kromě toho jsou požární hydranty žluté a ve městě stojí socha Manhattana Shelbyvilla a dvou jeho bratranců. Pije se tu pivo Fudd.
V Shelbyvillu se narodila Milhouseova matka, Luann Van Houtenová.
Shelbyville se umístil na 10. místě v žebříčku 10 nejlepších dystopií ve vydání časopisu Wired z prosince 2005.